# Бої під Маріуполем (2014—2022)
Оборона Маріуполя — епізод війни на сході України. Військова оборона міста Маріуполь проти терористичних сил «ДНР» та російських збройних сил. Початок формування оборонних процесів на підступах до міста відбувся з моменту вторгнення російських військ у серпні 2014 року до Новоазовська.
10 лютого 2015 року українські сили в ході контрнаступу на Широкине відкинули лінію фронту на 20 км від Маріуполя.
У 2022 році Росія почала повномасштабне вторгнення в Україну. Зокрема почала наступ на Маріуполь. З 20 травня 2022 року і дотепер місто окуповане та майже повністю знищене.

## Передумови
У квітні 2014 року будівля міськради Маріуполя декілька разів бралася під контроль проросійськими силами, але їх кожного разу витісняла поліція.
9 травня 2014 року відбулася спроба озброєних бойовиків з загону «Мангуста» захопити будівлю МВС Маріуполя, проте у місто зайшли сили 72 ОМБр, 20 БТрО та інших підрозділів і розбили загін. Проте українські сили потім відступили з міста, і до червня влада у місті належала проросійським силам.
13 червня 2014 року Маріуполь було звільнено підрозділами батальйонів «Азов», «Дніпро» та інших.

## Хід бойових дій

### 2014

#### Наступ російських військ
25 серпня 2014 року в місті почали формуватися загони добровольців, готових захищати Маріуполь від вторгнення російських військ. Проте деякі жителі Маріуполя заради власної безпеки того ж дня почали залишати місто.
У той же час, бойовики терористичної організації Донецька республіка заблокували донеччанам виїзд в напрямку Маріуполь — Запоріжжя. Незважаючи на заборону, місцеве населення залишало окуповане місто ґрунтовими дорогами в обхід блокпостів терористів.
Як повідомляли очевидці з місцевих жителів, 25 серпня бойовики почали обстріл Маріуполя. Однак неподалік від міста перебувало кілька добровольчих батальйонів, які тоді були готові виступити на його захист..
31 серпня 2014-го внаслідок підриву автомобіля під Бердянським на невизначеному вибуховому пристрої, здетонували міни, які перевозили військовики. Загинули підполковник Вадим Суский, солдати Володимир Дорошенко, Ігор Бжостовський, Андрій Струсь, Роман Малецький, Ігор Шубак, четверо були поранені. Того ж дня зазнав смертельного поранення в часі обстрілу із мінометів ДРГ російських військ поблизу Маріуполя солдат батальйону «Хортиця» Євген Іванов. Кінцем серпня 2014 року група розвідників «Азова», в якій знаходився побратим «Ядро», потрапила у засідку терористів. Кілька вояків були вбиті на місці, інші згодом опинилися в тюрмах РФ. Через деякий час близьким Миколи подзвонили терористи та повідомили, що Миколи Самофалова-«Ядра» більше немає. Вважається зниклим безвісти, орієнтовна дата смерті — 31 серпня.

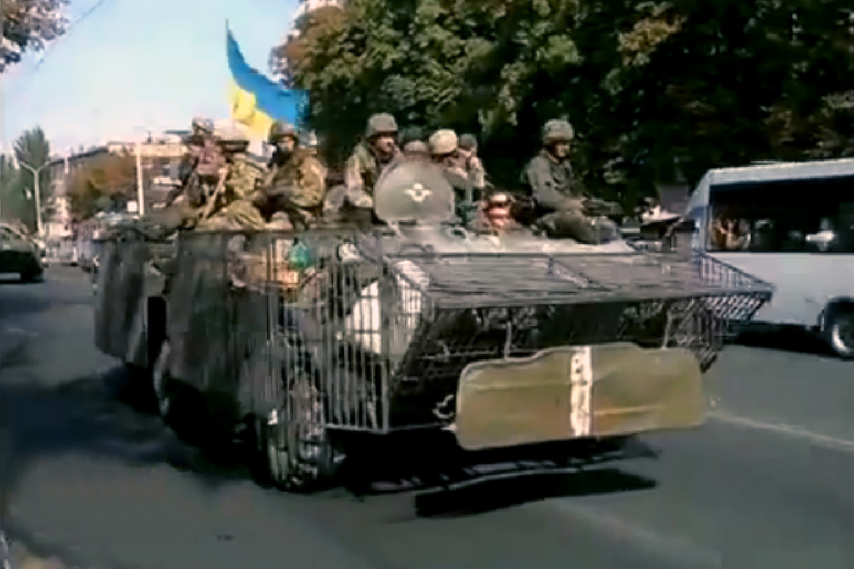
Українськi вiйська в Марiуполi, вересень 2014

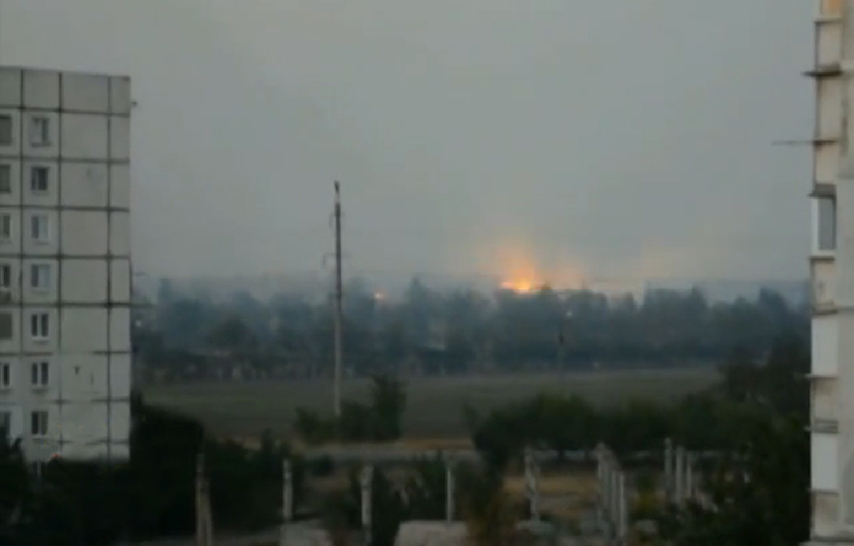
Гарматний обстрiл околицi Марiуполя, вересень 2014

1 вересня 2014 близько 21-ї години прикордонний наряд, що пересувався на автомобілі «УАЗ», вступив у бойове зіткнення поблизу села Саханка — біля Маріуполя — із загоном бойовиків. Прикордонники викликали підкріплення, до його приходу стримували натиск терористів; у перебігу бою загинув — майор-зв'язківець Андрієць Олег Анатолійович, троє прикордонників було поранено — з них важкопоранений старший сержант Схаб'юк Максим Олексійович.
4 вересня мобільні групи українських сил знищили поблизу Комінтернового зенітку терористів та автомобіль «Урал». 4 вересня група 79-ї бригади потрапила в засідку, загинув молодший сержант Юрій Тарасенко.
5 вересня силами АТО знищено 2 бронетранспортери противника, бандити при втечі залишили на полі бою БМП та міномет, було ліквідовано до 40 терористів. Цього дня під Маріуполем біля Тельманового від пострілу снайпера та обстрілів загинули Кобринюк Микола Миколайович, старший кулеметник БТР-а, та Олександр Звінник, 1-а оперативна бригада НГУ, молодший сержант Юрій Спашенко. 2 роти батальйону «Хортиця» рушили з Маріуполя, маючи завданням вибити терористів із Новоазовська. По дорозі вояки потрапили в засаду та були обстріляні. З огляду на обставини комроти Роман Васильенко вирішив відходити, що було здійснено у складних обставинах; під Пікузами загинув солдат 17-ї танкової бригади Сергій Бардась.
6 вересня близько 22:30 в мікрорайоні Східний і на вул. Олімпійській було чути залпи важкої артилерії; у прес-службі батальйону «Азов» пояснили, що військові дії відбуваються біля селища Широкино — по українських позиціях стріляють російські війська, українські сили дотримують Мінського перемир'я й у відповідь не стріляють. О 23:04 комбат батальйону «Азов» уточнив, що в околицях Маріуполя стріляють «Гради». Внаслідок нічного обстрілу російськими силами у місті загинуло 3 мешканці, в боях під містом — солдат 17-ї танкової бригади Олександр Агапов.
8 вересня відбувся візит Президента України Петра Порошенка в Маріуполь.
Увечері 9 вересня за рішенням керівництва АТО були введені додаткові режимні обмеження у Маріуполі та на територіях Новоазовського й Тельманівського районів. Зокрема, заборонено пересування автомобільної техніки більше двох одиниць у колоні, пересування транспортних засобів та осіб в період від 20:00 до 06:00 ранку, рух зі швидкістю не більше 40 кілометрів на годину та ін..
10 вересня під Маріуполем бойовики проводили «військові маневри» — вночі підтягували до своїх позицій «Град», напередодні у Павлополі підірвано міст через греблю та обстріляно соціальні об'єкти. За даними групи «Інформаційний спротив», того дня російські війська продовжили концентрацію сил біля Новоазовська — було перекинуто щонайменше 180 танків, БМП і БТР, кілька одиниць РСЗВ «Град». Біля села Безіменне (Новоазовський район) було ідентифіковано автомобіль російських військ, обладнаного комплексом радіоелектронної розвідки.
10 вересня губернатор Донецької області Сергій Тарута запропонував провести засідання Кабінету міністрів України в Маріуполі.
11 вересня СБУ провела спецоперацію та затримала диверсійну групу, котра мала виконати завдання російських спецслужб — здійснити терористичні акти й диверсії у громадських місцях в Маріуполі — командир групи «Грек» та два спільники-маріупольці.
12 вересня Сергій Тарута заявив, що Маріуполь відіб'є будь-які спроби захопити місто.
У ніч з 12 на 13 вересня на ділянці відділу прикордонної служби «Маріуполь» терористи з мінометів та стрілецької зброї обстріляли прикордонний наряд — прикордонники на автомобілі «УАЗ» поверталися до місця дислокації, 3 прикордонники зазнали поранень.
Станом на 14 вересня тривали роботи із спорудження внутрішнього периметра блокпостів — для зміцнення кордонів міста від російсько-терористичних військ. В роботах брала участь команда військових — спорудження внутрішнього периметра блокпостів, визначено їх кількість і локалізацію, для спорудження міським головою дано доручення розбирати недобудовані безгосподарні об'єкти, 13 вересня в роботах із зміцнення кордонів міста за усіма напрямами було задіяно 22 одиниці техніки.
16 вересня мер Маріуполя Юрій Хотлубей доручає до 19 вересня завершити роботи по зміцненню зовнішнього периметра оборони міста.
18 вересня керівник Центру військово-політичних досліджень Дмитро Тимчук повідомляв, що російські війська здійснювали активне перекидання підрозділів на північ від Маріуполя.
Протягом 18-19 вересня відбувалася заміна російських солдатів строкової служби на контрактників; строковиків було відправлено в Росію. Активізувалися проросійські бойовики в районах з напрямку Волноваха — Маріуполь.
20 вересня в районі Маріуполя близьким вибухом артилерійського снаряда був убитий військовослужбовець батальйону «Хортиця» — старший солдат Євген Москаленко, командир батальйону перед цим вийшов з автівки для здійснення розмови по телефону — це врятувало йому життя.

#### Позиційні бої
21 вересня МВС України почало формувати добровольчий батальйон «Свята Марія» для захисту Маріуполя на основі роти «Сотня Ісуса Христа» батальйону МВС «Шахтарськ». Ще раніше, маріупольці почали з власної ініціативи створювати батальйон територіально-громадської оборони міста «Діва Марія», i охочих туди вступити виявилося багато[неавторитетне джерело]. (Назва батальйону була вибрана в честь Богородиці). У ніч на 20 вересня терористи обстрілювали блокпости українських військових, було зафіксовано спроби з їх боку прорватися із розвідкою. 21 вересня бойовики з артилерії обстріляли блокпост сил антитерористичної операції в мікрорайоні «Східний».
22 вересня близько 11-ї години почався мінометний обстріл селища Талаківка, розташованого за декілька кілометрів від Маріуполя. У результаті мінометного обстрілу блокпосту, який вівся з боку Комінтерново, було пошкоджено два житлові будинки й газопровід. У Маріуполі розвідка «Азова» разом з «Альфою» захопила диверсійну групу з 7 осіб. Того ж дня відбувся візит до Маріуполя Голови Верховної Ради України Олександра Турчинова та Міністра внутрішніх справ Арсена Авакова. Олександр Турчинов заявив, що біля Маріуполя планують збудувати вал, через який не проїде жоден танк.
Увечері того ж дня просування російсько-терористичних військ було зірване українськими артилеристами біля населеного пункту Комінтернове. По цьому загарбники перейшли до тактики рейдових дій силами невеликих — 10-20 осіб — тактичних підрозділів. Удень російсько-терористичні загони намагалися вийти до Волновахи — для подальшого руху на південь, до угруповання своїх сил біля Новоазовська, їх стримали українські війська.
25 вересня проросійські бойовики атакували блок-пост українських сил близ Талаківки. О другій половині дня до маріупольської лікарні привезли поранених, рядового й молодшого сержанта.
Увечері того ж дня прикордонники Донецького загону виявили біля залізничного переїзду на дорозі «Запорізьке-Новоселівка» розвідувально-диверсійну групу — приблизно 15 осіб. Диверсанти десантувалися з вантажного потяга, котрий рухався з Донецька в напрямку Маріуполя. Під час бою диверсанти відступили на неконтрольовані українськими силами території. 28 вересня Талаківка бойовиками була обстріляна кілька разів.
1 жовтня блокпост під Талаківкою перемістили на схід через обстріли бойовиків селища.
4 жовтня в Маріуполі почала роботу міжнародна місія з делімітації кордонів буферної зони, прибула до міста увечері 2-го, до складу увійшли представники України, Росії, ОБСЄ. Завданням комісії було визначити межі 30-кілометрової буферної зони. Того ж дня на ділянці між Широкиним та Безіменним Новоазовського району під Маріуполем бойовики обстріляли два катери берегової оборони Державної прикордонної служби України.
6 жовтня відбулася перестрілка в Орджонікідзевському районі міста між українськими військовими та бойовиками — розвідувально-диверсійна група, поранено 4 військових, диверсанти затримані.
В 10-х числах жовтня 2014-го у Маріуполі почали монтувати на оборонних блокпостах утеплені контейнери для відпочинку військовослужбовців у холодний час. Один з перших обладнаних контейнерів привезли на блокпост при виїзді з Маріуполя — в мікрорайоні Східний. 13 жовтня розвідка оприлюднила інформацію, що в районі Новоазовська в перший ешелон виведено місцевих бойовиків, «кадировців» й регулярні підрозділи армії РФ пересунуто в другий ешелон.
13 жовтня 2014-го українські військові вели бій з бойовиками «ДНР», в результаті якого під селом Комінтернове бойовики позбулися кількох одиниць техніки. Українська армія втрат не зазнала, після завершення бою урядових військ з терористами звуки перестрілки не припинилися — цілком можливо, що терористи «ДНР» вели бій між собою.
Станом на ранок 14 жовтня координатор групи «Інформаційний спротив» Дмитро Тимчук повідомив, що в смузі Тельманове — Новоазовськ російські військові та «підконтрольні» бойовики проводять великомасштабну операцію — розшукують зниклу диверсійно-розвідувальну групу: «За нашими даними, в „пошуковій операції“ беруть участь і громадяни РФ, що пересуваються на автомобілях з позначенням „ОБСЄ“».
14 жовтня близько 15:00 терористи в напрямі від Комінтерново обстріляли північну околицю Сартани, вибухнуло кілька снарядів, постраждали мирні жителі, що брали участь у похоронній процесії. Загинули семеро людей, ще сімнадцять осіб зазнали поранень.
У Маріуполі 15 жовтня оголошено днем жалоби за загиблими від обстрілу бойовиками в селищі Сартана.
15 жовтня з'являється інформація, що на великих маріупольських підприємствах, котрі працюють цілодобово, виготовляють пересувні будинки для військових. Конструкції лаштують з 20-тонних контейнерів, утеплюють, встановлюють по 14 ліжок і печі. Конструкцію встановлюватимуть вглиб на 3 метри та покриватимуть для додаткового захисту залізобетонними плитами. Протягом кількох тижнів планується виготовити ще 50 подібних блокових будинків, загальна кількість сягне 100.
Того ж 15 жовтня командир батальйону «Шахтарськ» Андрій Філоненко в ефірі «Експресо. ТВ» повідомив, що військові РФ мають намір осушити дамбу під Маріуполем — задля подолання замінованих ділянок та прориву оборони міста: «Там збудовані три кільця оборони, заміновано, то зараз, за моїми даними, вони розглядають такий шлях, як осушення дамби неподалік від Маріуполя, в Петропіллі. Осушити дамбу і через дамбу перейти, бо навколо все заміновано. Є інформація про те, що вони починають це робити».
Увечері 16 жовтня невідомі атакували колону українських військових, а саме військовослужбовців добровольчого батальйону УНСО та 54 ОРБ в місті по вулиці Тополевій, жертв серед бійців немає, за попередніми даними — вибухнув фугас, який був закладений у припаркований на узбіччі автомобіль, на допомогу вищезгаданим військовослубовцям прибула група бійців Азову.    
Вранці 17 жовтня група «Інформаційний спротив» повідомила, що протягом останньої доби з Росії — в напрямі від н. п. Федоровка Ростовської області на територію Новоазовського району увійшло 2 колони, в кожній до 10 автомобілів; у їх складі — автобуси, бензовози, вантажні автомобілі, напівпричепи. Одночасно з-під Новоазовська йшлося перекидання озброєння та військової техніки в напрямку Маріуполя, скупчення російської бронетехніки спостерігалося поблизу Широкиного; поблизу сіл Красноармійське та Козацьке — північніше напрямку Новоазовськ — Маріуполь було помічено скупчення понад тисячі бойовиків.
17 жовтня поблизу Сартани прикордонники з допомогою оптичних приладів виявили 2 осіб зі зброєю, що вели спостереження за українськими позиціями, по них відкрили вогонь, диверсанти втекли. Згодом на місці їх перебування було виявлено облаштовані для прихованого спостереження позиції.
18 жовтня 2014 року терористи обстрілюють блокпост біля Орловського, загинуло 4 бійців батальйону «Одеса», Геннадій Бойченко, Євген Кравець, Микола Мокан, Олександр Орлик.
22 жовтня поблизу села Пищевик українською розвідкою було виявлено скупчення військової техніки бойовиків, що згодом зробили спробу форсування річки Кальміус. Атаку бойовиків вдалося відбити, терористи зазнали втрат і відступили в східному напрямі, у бою загинули один українські військові — радіотелефоніст Микола Василенко та Роман Крутько. Шофер Крутько був за кермом, встиг зорієнтуватися та вивести автівку в кювет так, щоби бійці змогли безпечно вийти. Коли Роман вже вистрибнув з автівки, біля його ніг вибухнула граната. Крутько упав, в тому часі у нього влучив снайпер.
24 жовтня було затримано одну з терористичних груп, підозрювалось, що саме вона здійснювала теракти поблизу блокпостів навколо міста. За місцем проживання одного з її членів виявлено автомат АК, гранати, обріз мисливської рушниці, 5 саморобних вибухових пристроїв, удосконалену малокаліберну гвинтівку, понад 2 тисячі набоїв. В оселі диверсанта виявили лабораторію для виробництва вибухових пристроїв.
Керівник групи «Інформаційний спротив» Дмитро Тимчук 26 жовтня повідомив, що протягом кількох останніх діб відбувалося підсилення Новоазовського угруповання терористів, за командою з Росії найбільш боєздатні загони та підрозділи «ЛНР», «ДНР» й регулярних військ Росії, які діють на території, що контролюється бойовиками, перекидалися в район Новоазовська: «Другий тривожний сигнал — активізація штатних диверсійно-розвідувальних груп російського спецназу. За нашими даними, вони активно вивчають можливість форсування річки Кальміус в інтересах танкового угруповання російських військ».
27 жовтня вранці українські військові відбили атаку терористів по лінії Павлопіль — Гнутове біля Маріуполя. Терористи вели обстріл з мінометів і танків, українські військові поблизу Талаківки підбили танк, терористи залишили його на полі бою й відступили, зазнавши втрат у живій силі. 28-го вночі з боку східної окраїни Маріуполя розвідувально-диверсійними групами терористів були зроблені спроби проникнення в місто, обійшовши блокпости. Диверсанти були помічені бійцями полку спеціального призначення «Азов», після попереджувальних пострілів відступили.
28 жовтня загинув під час обстрілу блокпоста поблизу Маріуполя старший лейтенант НГУ Ігор Юхимець: близько 15-ї години російські збройні формування відкрили вогонь з танкового кулемета «Утьос», Юхимець координував дії підрозділу — поки останній солдат не сховався в укриття. Зазнав при цьому смертельні поранення. 29 жовтня зранку відзначалася активність терористів у напрямку траси Н20 — висування з-під Новоазовська батальйонної тактичної групи російсько-терористичних військ: «кадировці», «осетини», «козаки», терористи з «ДНР» і «ЛНР». Близько 13-ї години російські збройні формування обстріляли Талаківку, зі 152-мм артилерії та РСЗВ «Град». Удари прийшлися по позиціях військовиків та житловому сектору. Снаряд влучив у бліндаж 1-го батальйону морської піхоти, від отриманих поранень померли у лікарні Юрій Загребельний та Артем Корнєв.
2 листопада близько 7:30 пролунав вибух на Східному блокпосту: невідомі підігнали позашляховик та підірвали його. Один військовослужбовець Нацгвардії загинув — Микола Руснак, двоє поранено. За уточненими даними загинуло двоє військових[джерело?].
4 листопада 2014-го пополудні внаслідок обстрілу поблизу села Павлопіль (Новоазовський район) зазнав смертельного поранення у груди солдат батальйону «Одеса» Михайло Квятковський. 5 листопада терористичні сили обстріляли з мінометів та танків позиції української армії в приміських населених пунктах поблизу Маріуполя, у деяких випадках обстріляно житлові квартали. Один боєць загинув, одного поранено.
Вранці 11 листопада було оприлюднено дані, що в районі Новоазовська бойовики обладнали укріпрайон, прикритий з повітря, а в напрямі Маріуполя сформовано другу батальйонно-тактичну групу — північніше селища Комінтернове. Головні сили терористично-російських сил перебувають у глибині бойових порядків, на передову лінію висунуто мобільні групи, які складаються переважно з місцевих бойовиків.
Станом на ранок 14 листопада було зафіксовано висування вперед передових ударних груп противника. Ударні групи нараховують до двох рот в авангарді.
На ранок 18 листопада, після невдалих спроб виявити та придушити вогнем українські артилерійські підрозділи, терористи припинили намагання форсувати Кальміус поблизу Павлополя. 19 листопада біля села Березове загинув солдат 28-ї бригади Іван Негер.
21 листопада під час руху військової колони на узбіччі дороги в Маріуполі стався вибух — спрацював радіокерований вибуховий  пристрій, поранено двох військових.
Того ж дня поблизу села Ломакине на фугасі підірвався український військовий автомобіль, постраждали двоє військових.
28 листопада азовські промисловці надали допомогу бійцям — розробили мобільні пункти обігріву, за основу було взято промислові контейнери, гвардійцям передано 12 таких пунктів обігріву. Спочатку вироби випробували в тимчасовому пункті дислокації особового складу — на відкритій місцевості. Один мобільний пункт здатний розмістити до чотирнадцяти військовослужбовців. 28 листопада розвідгрупа полку «Азов» знищила розвідувальну групу терористів, яка діяла в околицях Маріуполя, 2 убито, 1 поранено, через артилерійський вогонь українські сили відступили без втрат.
29 листопада під Петрівським Волноваського району в бою з ДРГ загинув солдат 72-ї бригади Андрій Авраменко.
Вранці 2 грудня повідомлялося, що поблизу Новоазовська диверсійно-розвідувальна група терористів при виході з території, контрольованої українськими військами, була виявлена та обстріляна бойовою охороною. При поспішному прориві на підконтрольну бойовикам територію диверсійна група вийшла на власні мінно-вибухові загородження; є вбиті та поранені. Зранку 3 грудня бойовики обстріляли українські позиції сил на північному сході від Маріуполя та поблизу Виноградного, ударом у відповідь знищено військову техніку терористів. Близько 12.30 того ж дня терористи знову обстрілюють українські позиції із «Градів» на північний схід від Маріуполя, поранено військовослужбовця.
4 грудня з'ясувалося, що під Маріуполем загинув найманець родом із Мордовії «Самурай», іще близько 15 бойовиків поранені.
6 грудня з ранку терористичні проросійські банди чотири рази застосували РСЗВ «Град», міномети та протитанкові керовані ракети для обстрілу українських позицій в районі Маріуполя. Того дня на Маріупольському напрямку українські сили знищили мінометну обслугу бойовиків, з технікою, вантажівкою із набоями та екіпажем. 8 грудня під Маріуполем загинув солдат батальйону «Хортиця» Андрій Андрєєв.
11 грудня у полк «Азов» повідомили, що за 1,5 місяці виконання бойових задач працівники Служби безпеки України та місцеві мешканці зуміли відсунути «зону комфорту» щонайменше на 20 км східніше та північно-східніше від Маріуполя. Того ж дня відбулося бойове зіткнення — один із блок-постів було обстріляно терористами, один боєць зазнав легкого поранення.
12 грудня поблизу Павлополя група дозору полку «Азов» та розвідники Збройних сил України виявили і знешкодили снайперську пару терористів і ДРГ, що влаштувала засідку. Автомобіль, в якому рухався сержант Ігор Бєлошицький, підірвався на встановленому терористами фугасі. Тоді ж загинув Ігор Сливка.
14 грудня з'явилась інформація, що поблизу Павлополя військова розвідка Збройних Сил України під час пошуково-розвідувальних дій виявила та ліквідувала снайперську пару з бойовиків терористичного угрупування «ДНР». Протягом тривалого часу двоє терористів постійно вели вогонь по позиціях українських військовослужбовців в Маріупольському напрямі. Того ж дня два танки бойовиків «ДНР» підірвалися на своїх мінних полях поблизу Маріуполя.
19 грудня на Маріупольському оперативному напрямку морські піхотинці з 810-ї бригади ЧФ РФ, що дислокується в Севастополі, виконуючу бойову задачу наскочили на невідоме їм мінне поле. В результаті поранення отримали шість морпіхів. Про це на своїй сторінці в Facebook повідомив координатор конструкторських груп українських безпілотників Алекс Нойт з посиланням на дані перехоплення повідомлень російських військових.
21 грудня бійці батальйону «Азов» виявили диверсійну групу бойовиків на схід від Маріуполя. Диверсанти почали стріляти, однак отримали достойну відповідь та відійшли. З української сторони втрат і поранених немає.
22 грудня в інтернеті з'явилось відео, як бойовики, що чергують на блокпосту в селі Кам'янка Тельманівського району, відмовлялися воювати. На відео бойовики розмовляли зі старшинами і кажуть, що мають наміри писати рапорти та залишити позиції. Про те, що бойовики дезертують, повідомляв і прес-центр АТО.
23 грудня приблизно в 01.40 у Маріуполі підірвали залізничний міст — через річку Кальчик — на 1260 кілометрі залізничного перегону, пошкоджена опора мосту. Рух поїздів в напрямі залізничного вокзалу й морського торгового порту дочасно призупинено. Після цього терористи намагалися підірвати іще два залізничних мости. Цю диверсію попередили два охоронці заводу «Азовсталь», бойовики їх обстріляли. Один дружинник загинув, іншого поранено, при огляді місця теракту знайдено понад 80 кг тротилу. По цьому полк «Азов»  заявляє, що перебирає на себе повний контроль над головними об'єктами життєзабезпечення міста. Після цих подій на допомогу маріупольським міліціонерам прибули більше ста «убозівців» зі спецпідрозділу «Сокіл».
Врахувавши 3 напади нападів бойовиків за тиждень, станом на 27 грудня військові інженери замінували всі мости до Маріуполя. Військовослужбовці підрозділу інженерних військ сектору «М» по периметру об'єктів встановлюють сигнальні міни. 28 грудня ухвалено рішення у зв'язку з небезпекою диверсійних акцій з 06:00 наступного дня заборонити перетин лінії зіткнення сторін — людьми і вантажами через блок-пост в напрямі на схід населеного пункту Виноградне — дорожній напрямок Новоазовськ — Широкино — Виноградне — Маріуполь. Того ж дня близько 8-ї вечора збройне формування «ДНР» напало на українські позиції, дислоковані східніше Маріуполя; у бойовому зіткненні з використанням стрілецької зброї загинув 20-річний боєць Національної гвардії.
28 грудня смертельних поранень під Маріуполем зазнав молодший сержант полку «Азов» Дмитро Астраков.

### 2015
7 січня вояки батальйону «Азов» при збройному зіткненні під Гранітним знешкодили двох бойовиків — армійські частини вели перестрілку зі стрілецької зброї; добровольці помітили 2-х невідомих, що сховалися в одній з будівель неподалік. Після пострілу з ДШК терористи були ліквідовані.
З 7 на 8 січня бійці 54-го центру підготовки розвідувальних підрозділів Південного військового округу ЗС РФ (в/ч 90091, Владикавказ) при проведенні розвідувальних операцій на Маріупольському оперативному напрямку були виявлені українськими військовими, один з розвідників був знищений, іще два отримали поранення.
9 січня в ході спецоперації виявили та вилучили арсенал зброї й боєприпасів в одному з гаражів Жовтневого району Маріуполя -чотири автомати, гранати, пістолет, набої, терористи планували використовувати зброю для можливого проведення диверсії. 13 січня в передмістях Маріуполя ведуться активні бойові дії, атак зазнають ближні до міста селища. Терористи з мінометів обстріляли околиці Чермалика, атакували позиції українських військовослужбовців в районі Миколаївки і Гнутового.

#### Ескалація воєнних дій
16 січня проросійські бойовики здійснили багаторазовий обстріл позицій українських військових поблизу Миколаївки, поранено четверо вояків. Вогонь вівся з мінометів, протитанкових гармат. 18 січня 2015 року терористи біля Чермалика намагалися йти в наступ, вогнем у відповідь українські військові знищили групу піхоти, артилерія 79-ї бригади знищила танк біля Миколаївки. 19 січня під Маріуполем по всій лінії фронту йшли бойові зіткнення, найбільш напружені — під Гранітним. Загалом в боях цього дня під Маріуполем поранено чотирьох вояків. 19 січня розвідка «Азову» надала координати артилеристам, які по них знищили ворожу САУ поблизу Саханки. 21 січня під Маріуполем тривали напружені бої, проте передові групи російсько-терористичних військ не змогли просунутися — ні на північний схід, ані північніше міста. Особливо запеклі бої та обстріли тривали в районі Павлопіль — Сартана.

#### Трагедія в ніч на 24 січня. Всеукраїнська жалоба
З 23 на 24 січня Маріуполь із боку Саханки терористи обстріляли реактивними системами залпового вогню «Град», потрапили в ринок і житловий будинок. Загинуло щонайменше 10 людей, 20 поранені. Унаслідок обстрілу бойовиків 26 людей пішло з життя. Ворожі гради-вбивці були знищені артилеристами батальйону «Фенікс» 79 ДШБ під командуванням капітана Рибцова А. І.
25 січня в Україні відбувся день національної жалоби за мирними жителями Маріуполя, які стали жертвами ескалації тероризму. Того ж дня при виконанні бойового завдання під Маріуполем загинув боєць 128-ї гірсько-піхотної бригади Олександр Гаїцький.

#### Позиційні бої
При обстрілі артилерією терористів блокпосту № 15 один військовослужбовець загинув, двоє легкопоранені. 27 січня відбувся бій біля села Чермалик, група полку особливого призначення МВС «Дніпро-1» знищила снайперів-терористів, смертельного поранення зазнав солдат 28-ї бригади Андрій Лепеха. 28 січня 2015-го вночі і вранці проросійські бойовики вели вогонь в напрямі сіл Гранітне та Миколаївка Волноваського району під Маріуполем. Вояки «Азова» виїхали на передову — задля відтягнення вогневого удару на себе та унеможливлення жертв серед мирного населення. Внаслідок артилерійсько-мінометної дуелі загинули солдати Анатолій Шульга і Геннадій Бєлофастов, шестеро вояків поранено. В тому бою було знищено ворожу обслугу і склад набоїв. 28 січня вранці до військового госпіталю у Маріуполі доставили шістьох поранених бійців батальйону «Азов».
2 лютого у напрямі Маріуполя терористи здійснили 7 спроб атак — із застосуванням мінометів, артилерії та «Градів».
3 лютого артилерійським ударом 55-ї, 72-ї, 79-ї бригад — у відповідь на спробу обстрілу Маріуполя, українськими силами було знищено 2 танки і жива сила противника та мінометна обслуга. Цього дня під селом Гранітне 72-ю бригадою знищено 6 машин з боєкомплектом, згодом артилерією ліквідовано 2 тягачі терористів, які прибули витягнути підбиту техніку. В бойовому зіткненні поранено трьох прикордонників під Маріуполем, гелікоптером Держприкордонслужби доставили їх до аеропорту «Київ».
4 лютого Валентин Наливайченко повідомив, що Збройні сили України знищили 11 військових Російської Федерації, які брали участь у обстрілі Маріуполя 24 січня. Українські військові під Маріуполем артударами знищують бойову техніку противника. Того ж дня у бою з терористичними формуваннями під Широкиним, яке є «нейтральною зоною», загинули 2 українських військовослужбовців полку «Азов», ще двоє були поранені.
Вночі з 5 на 6 лютого розвідгрупа полку «Азов» біля Ленінського вступила в бойове зіткнення з контррозвідкою терористів, які переважали у кілька разів. Прикриття відходу групи здійснив ціною власного життя друг Степан, псевдо «Уж».
7 лютого 2015 року вранці бойовики «ДНР» обстріляли з мінометів Гнутове, загинув мирний житель. 8 лютого терористи вчергове обстрілюють околиці Маріуполя, під Новоселівкою вогонь вівся як по позиціях Збройних сил України, так і по житлових будинках, один військовослужбовець загинув, двоє зазнали поранень. 8 лютого близько 18-ї години терористами з РСЗВ «Град» були атаковані позиції українських вояків під Миколаївкою, один військовослужбовець загинув — старший лейтенант Віктор Левківський, 4 поранено.

#### Контрнаступ на Широкине
10 лютого підрозділи Нацгвардії прорвали оборону противника і перейшли у наступ. У прес-службі РНБО повідомили, що лінію оборони координує і контролює Секретар РНБО Олександр Турчинов, який знаходиться під Маріуполем. У полку «Азов» заявили про звільнення Павлополя та розгорнення «повномасштабного наступу» біля Маріуполя. При звільненні Павлополя загинув доброволець батальйону «Свята Марія» Кирило Гейнц. Вдень Турчинов повідомив, що українські силовики розбили російсько-терористичні угрупування навколо Маріуполя і завдали ворогу значних втрат. Зокрема, крім Павлополя було звільнено Комінтернове, Лебединське, Бердянське, Широкіне та низку інших населених пунктів. Завдяки контрнаступу українських бійців лінія фронту 10 лютого була відкинута на 20 км. від Маріуполя.
11 лютого Президент Порошенко заявив, що операція під Маріуполем була проведена для пересунення лінії розмежування за Мінськими домовленностями. Представник полку «Азов» повідомив, що втрати терористів склали не менше 10 вбитими.

#### «Перемир'я»
12 лютого пополудні українські сили вогнем на випередження припинили наступ бойовиків у напрямку Октябрь — Павлопіль.
Вранці 14 лютого бойовики обстріляли Сартану, в результаті чого було зруйновано 3 будинки. Того дня штаб «Азову» повідомив, що Широкине утримує бронегрупа ЗСУ, підрозділи Нацгвардії, полк «Азов», морські піхотинці, десантники і всіх їх підтримує артилерія ЗСУ. Крім того весь Маріупіль «взятий в щільне кільце українськими військами з метою недопущення до міста загарбників». 
Біля Степового (Волноваський район) тактична група російсько-терористичних військ атакувала з бронетехнікою передові позиції українських сил. Порушники потрапили під прицільний вогонь протитанкових засобів українських військ, котрі були попередньо розміщені на місцевості і замасковані, по тому українська партизанська група почала здійснювати загороджувальний вогонь. Щонайменш 4 одиниці броньованої техніки ворога знищені, терористи відкинуті на початковий рубіж.
23 лютого 2015-го троє співробітників спецпідрозділу «Сокіл» з працівником ДАІ в Маріуполі на вулиці Пашковського зупинили автомобіль «ДЕУ» для перевірки, де виявились терористи, які відкрили вогонь. Внаслідок боєзіткнення співробітник спецпідрозділу Віта́лій Оле́гович Ма́ндрик зазнав вогнепального поранення в голову, від якого помер, ще двоє співробітників були поранені. В автомобілі було знайдено сумку з вибухівкою.
20 березня 2015 року під час виконання бойового завдання на посту № 1 з охорони взводно-опорного пункту поблизу села Гнутове загинув солдат батальйону «Одеса» Іван Агапій.
1 квітня під час несення служби під Маріуполем помер прапорщик ДПСУ Турченко Вадим Олександрович. 3 квітня від крововиливу в мозок помер сержант Корпач Олег Іванович. 6 квітня 2015-го загинув під Маріуполем старший мічман Сергій Козаков, врятувавши життя вісьмох бійців — близько 2-ї години ночі на позиції військових виникла пожежа, Сергій Козаков забіг у намет, де спали вояки, підняв їх по тривозі та виштовхав з намету. Цього часу через пожежу вибухнули набої, Козаченко зазнав поранень, несумісних із життям. За попередньою версією, пожежа сталася внаслідок диверсії терористів.
З 14 на 15 квітня внаслідок застосування бойовиками гранатомету РПГ-7 було поранено українського бійця.
24 квітня українські сили полонили шість терористів під Маріуполем в ході бою, одного було знищено.
26 квітня бійці полку «Дніпро-1» за підтримки ЗСУ знищили склад набоїв терористів в Дзержинському. Також бійці полку «Дніпро-1» зліквідували важку бронетехніку терористів поблизу Саханки.
В травні-місяці поблизу Маріуполя українські військовики знешкодили понад 200 снарядів та перевірили приблизно 400 км автодоріг.
19 травня під час виконання бойового завдання поблизу села Гранітне від підриву на розтяжці та втрати крові загинув молодший сержант 72-ї бригади Тарас Шевченко. 20 травня загинув під час обстрілу із САУ російськими збройними формуваннями поблизу села Кам'янка у Волноваському районі солдат батальйону «Донбас» Вадим Височин.
2 червня загинув поблизу села Чермалик капітан-лейтенант Михайло Горяйнов, прикриваючи відхід бойових товаришів — було поставлене завдання знищити «мандрівний» міномет терористів, що обстрілював селище; завдання було виконано. Ще один вояк був поранений, 10-12 терористів убиті.
7 червня пополудні під час виконання завдань за 2 милі від входу в порт Маріуполя малий катер Морської охорони ДПСУ UMC-1000 підірвався на плавучому вибуховому пристрої — прикордонники сприйняли невідомий предмет за радіобуй та намагалися його підтягнути до судна, в цей момент спрацював вибуховий пристрій. На борту катера перебувало 4 військовики ДПСУ, 3 військовослужбовці ЗСУ та 1 особа. Шістьох постраждалих доставили в лікарню Маріуполя, один з них згодом помер — 45-річний мешканець Маріуполя, волонтер, чиновник міської служби Віталій Анатолійович Татар. 8 червня були знайдені фрагменти тіла зниклого командира катера — Антон Маслій загинув під час вибуху. 15 червня під час несення служби в н. п. Мангуш загинув молодший сержант 36-ї бригади морської піхоти Масний Сергій Анатолійович.
17 червня загинув у бойовому зіткненні з ДРГ поміж Чермаликом та Павлопільським водосховищем старший солдат 131-го батальйону Андрій Назаренко. Тоді ж загинув сержант Володимир Милосердов.
19 червня терористи кілька разів відкривали вогонь з АГС, РПГ, СПГ, великокаліберних кулеметів, 82-мм та 120-мм мінометів, поранено одного українського вояка. 20 червня під Маріуполем загинуло двоє військовиків у збройному протистоянні з терористами.
25 червня 2015 року близько полудня під Комінтерновим розвідувальна група потрапила в засідку та вступила у ближній бій з противником. Солдат батальйону «Запоріжжя» Анатолій Дубовик лишився прикривати відхід побратимів, відстрілювався до останнього. Дистанція між розвідгрупою та терористами була близько 10 метрів, бій тривав приблизно 15 хвилин. Зазнав поранення осколком у голову від обстрілу з РПГ. Евакуйований до Маріуполя, врятувати життя не вдалося, помер через 2 години. У бою поранень зазнав ще один вояк. Анатолій прикрив відхід групи з 9 вояків.
5 липня на блокпосту під Кременівкою Нікольського району загинув солдат 14-ї бригади Володимир Стефанців. 10 липня поблизу Маріуполя під час перестрілки з ворогом, у ході якої також було важко поранено п'ятьох бійців, загинув солдат 14-ї бригади Соловій Микола Іванович. 18 липня підірвався на міні при виконанні бойового завдання під Маріуполем біля села Октябр солдат 131-го батальйону Станіслав Рижов. Того ж дня диверсійно-розвідувальна група, у складі якої діяв боєць ДУК Костянтин Довгий, під час виконання бойового завдання з розвідки біля Верхньоторецького Ясинуватського району потрапила під мінометний обстріл терористів. Одного з бійців підрозділ, Костянтин залишився прикривати відхід товаришів та евакуацію пораненого. В ході бою біля Костянтина Довгого розірвалася міна, він загинув від множинних поранень.
18 липня під Маріуполем загинув солдат Шафранський Віталій Васильович (підрозділ не уточнено). 19 липня під час виконання бойового завдання під Маріуполем загинув молодший сержант, радіотелефоніст 79-ї бригади Юрій Місько (* 1988, Турка).
29 липня 2015-го під час розміновування ділянки поблизу Талаківки на встановленій російськими терористами міні підірвалися двоє саперів. Дмитру Загородньому відірвало ноги, був прооперований. 30 липня помер у маріупольській лікарні. Другий боєць був у важкому стані — Олексій Ярмолюк, помер 18 серпня у Київському військовому шпиталі. 2 серпня у Широкиному поранений морський піхотинець, другий — в Талаківці. 6 серпня під Маріуполем загинула розвідниця Анастасія Горбачова-«Ліса». 25 серпня внаслідок обстрілу терористами під Маріуполем загинули два морські піхотинці — (біля села Сопине старший матрос Андрій Барасюк, біля села Лебединське матрос Федір Угрін), поранено двоє, троє — з батальйону «Донбас». У боях під Маріуполем увечері 26 — вночі 27 серпня загинули 5 військовикі. Вранці 28 серпня розвідка повідомила про привезеного в Новоазовськ 51 пораненого терориста, з них 8 у дуже важкому стані, знищені склад набоїв у селищі Стила — приблизно 80 тон — та Петрівському, 4 ворожі автомобілі ворога. Даних про загиблих терористів відсутні — їх тіла одразу відправили в Росію. 26 серпня загинув під час артилерійських обстрілів з боку терористів «ДНР» та російських окупантів в районі села Старогнатівка капітан батальйону «Чернігів-2» В'ячеслав Барановський. 28 серпня українські бійці відбили атаку диверсійної групи терористів — 10 осіб, що використовували БМП — в Богданівці. Після бойового зіткнення терористи відступили. 30 серпня двоє українських військовиків підірвались на розтяжці під Маріуполем.
4 жовтня під час патрулювання та відстеження ДРГ проросійських терористів в секторі «М» поблизу села Павлопіль Волноваського району автомобіль батальйону «Донбас» наїхав на протитанкову міну біля Пищевика. Сержант Михайло Заєць загинув, ще двоє бійців зазнали поранень. Під час несення служби біля Талаківки 2 листопада у старшого сержанта 21-го батальйону «Сармат» Віктора Жирнова зупинилося серце. 17 листопада помер під час несення служби поблизу села Тополине Нікольського району солдат 40-ї артилерійської бригади Юрій Солтис. 30 листопада помер в розташуванні базового табору 15-ї окремої понтонної роти поблизу села Приазовське Мангушського району молодший сержант Руслан Єлізар'єв.
3 грудня на міні між селищами Талаківка і Сартана підірвалися 5 українських військовиків, один загинув (солдат батальйону «Сармат» Валерій Числюк), троє зазнали середніх та легких ушкоджень, один у важкому стані. 11 грудня загинув при виконанні бойового завдання поблизу смт Мангуш старший лейтенант Шіхт Андрій Ігорович (1-й окремий батальйон морської піхоти). 15 грудня під час виконання бойового завдання в секторі «М» поблизу Павлополя розвідгрупа потрапила під снайперський обстріл. Внаслідок обстрілу старший солдат 131-ї бригади Артем Носенко зазнав важкого кульвого поранення, від якого помер.
Вранці 22 грудня 2015 року терористи у складі однієї посиленої роти на бронетехніці увійшли у селище Пікузи й облаштували блокпост на автошляху.

### 2016
1 січня загинув від поранення у голову поблизу Маріуполя солдат батальйону «Азов» Олександр Коваль. Того ж дня помер в районі міста Маріуполь уві сні — від гострої серцевої недостатності — капітан 3-го рангу Віталій Кондаков. 21 лютого ГУР МОУ повідомило, що в кінці лютого під Маріуполем у бою ліквідовано ДРГ ЗС РФ — повідомили у ГУР МОУ та уточнили — загинули 3 (командир відділення сержант ЗС РФ Леонід Нікітін (24.09.1995 р.н., уродженець м. Архангельськ), рядові Ігор Сидоров, Василь Петраченков), поранені 5 російських військових. Подробиці щодо військовослужбовців оприлюднив ІнформНапалм, уточнивши ім'я Петраченкова — Олександр Вікторович.
10 лютого помер у запорізькому шпиталі від гострої пневмонії, на яку захворів у зоні бойових дій під Маріуполем, старший солдат 131-го батальйону Роман Василенко. 25 лютого на блокпосту під Маріуполем трагічно загинув старший сержант 501-го батальйону Григорій Кошлатий.
Уночі з 4 на 5 березня 2016-го відбулося бойове зіткнення українських сил з ДРГ, речник АП з питань АТО повідомив про ліквідованих 30 осіб. Вночі проти 18 березня загинув внаслідок підриву на вибуховому пристрої поблизу села Гнутове молодший сержант 54-ї бригади Павло Литвиненко, ще двоє бійців зазнали важких поранень. У ніч на 25 березня під час проведення аеророзвідки поблизу села Павлопіль (Волноваський район) впав безпілотник. Група прикриття батальйону «Азов» вирушила за ним, зранку досягла району падіння. У першій дозорній групі були бійці 2-ї сотні «Француз» і «Ван Гог». Територія була щільно замінована, «Француз» підірвався на одній з мін, його поранення виявились несумісними з життям, «Ван Гог» зазнав поранення ніг. Відразу після вибуху з трьох сторін терористи відкрили шквальний вогонь. Основна група змогла евакуювати пораненого «Ван Гога», за «Французом» довелося ходити кілька разів по мінному полю під щільним вогнем. Добровольці винесли пораненого «Ван Гога» і загиблого «Француза». 30 квітня у боях під Маріуполем зазнали поранень двоє вояків.
29 травня у секторі «Маріуполь», в районі Павлопіль — Гнутове діяла розвідгрупа ЗСУ. Коли група для виконання завдання виходила на позицію, потрапила під мінометний обстріл терористів. Три бійці 56-ї бригади загинули — старший солдат Сергій Хорошун, старший солдат Денис Богданов та солдат Олександр Шапошник, ще один вояк зазнав важкого поранення. 7 червня 2016 року в районі с. Пищевик загинув один солдат.
6 червня загинув під час виконання бойового завдання поблизу сіл Павлопіль — Пищевик (Волноваський район) — підірвався на вибуховому пристрої з «розтяжкою» солдат 23-го батальйону Петро Танасійчук. 14 червня терористи обстріляли українські позиції біля села Павлопіль, загинули двоє бійців 56-ї окремої мотопіхотної бригади — Ігор Іванусь та Сергій Турковський, один поранений. 18 червня внаслідок артилерійських обстрілів бойовиками поблизу Водяного загинув один український військовик — солдат батальйону «Хортиця» Ігор Гребінець.
27 червня 2016 року під час розвідки було виявлено опорний пункт противника в напрямку окупованого села Саханка. Руслан Пустовойт розробив операцію із зачистки, яку було погоджено з військовим командуванням сектору і Генштабом. На підсилення групи Пустовойта було виділено бійців 54 ОРБ і 73-го Центру ССО. Однак, Руслан, побоюючись витоку інформації, переніс операцію на кілька годин раніше. Як з'ясувалося пізніше, російсько-терористичні підрозділи вже знали про операцію і готували потрійну засідку, щоб взяти групу у кільце. А тоді, Руслан вирішив йти малими групами. Він йшов першим, позаду четверо розвідників з 54 ОРБ. На шляху Руслан Пустовойт виявив протипіхотну міну і старі окопи, в яких вже був склад із мінами. В комишах розвідник натрапив на росіянина з автоматом. Скориставшись моментом розгубленості противника, Руслан вдав із себе російського військового, накричав на автоматника і зайшов із ним в посадку, де були ще десятеро. Коли Руслан, продовжуючи гру, з'ясував, хто в них старший, підскочили четверо українських розвідників, які йшли позаду. В результаті, з 11 російських бойовиків двох було вбито, один вбитий під час спроби втечі, 8 були затримані і роззброєні. У той же час з боку Саханки почалися обстріли, російські терористи накрили мінометним вогнем і українських розвідників і своїх же, які потрапили у полон. Розвідники змогли вивести усіх з-під обстрілу.
В ніч на 1 липня на саморобній протипіхотній міні під Маріуполем підірвались українські вояки — один солдат загинув (сержант 56-ї бригади Роман Коваль), ще один поранений. 15 липня під Маріуполем при виконанні бойового завдання загинув чернівеччанин Сергій Потарайко. Намагаючись врятувати побратимів, Павло Юрбаш потрапив у полон. 18 липня загинув від вогнепального осколкового поранення внаслідок обстрілу з протитанкового гранатомету опорного посту біля Водяного (за іншими даними — помер у лікарні від осколкових поранень у голову, ногу і груди) старший сержант 1-го батальйону морської піхоти Павло Вождєв.
23 липня при виконанні бойового завдання під Гнутовим загинули вояки 54-го батальйону Бессараб Костянтин Миколайович, Ковальов В'ячеслав Ярославович, Полохало Володимир Станіславович, Чунтул Віталій Манолійович.
Протягом 4 серпня проросійські терористи на Маріупольському напрямі 12 разів атакували позиції наших українських військових. 5 вересня при виконанні спеціального завдання загинув капітан 3 рангу Олег Мединський. 19 жовтня 2016-го один український військовослужбовець загинув та ще один зазнав поранень внаслідок артилерійського обстрілу терористами під Лебединським.
8 — 21 жовтня 2016 року українські підрозділи 36-ї бригади морської піхоти змогли нанести відчутних втрат проросійським формуванням 9-го полку в районі селищ Водяне і Пікузи (колишнє Комінтернове), ліквідувавши щонайменше 11 бойовиків і взявши у полон снайпера; 18 жовтня загинув матрос Захаров Дмитро Андрійович. 24 жовтня повідомляється, що під час виконання бойового завдання загинув боєць групи розвідки «Азову» Микола Нічега-«Нож». 27 жовтня загинув поблизу села Павлопіль від поранень у голову — зазнав під час мінометного обстрілу — старший матрос 501-го батальйону Буренко Дмитро Сергійович.
9 листопада під час бойового зіткнення з ворожою ДРГ загинув старший матрос 501-го батальйону Бойко Олександр Борисович. 22 листопада у бойовому зіткненні під Маріуполем з терористами зазнав важкого поранення розвідник побратим «Павук».

### 2017
Уночі з 13 на 14 січня наші бійці відбили 2 атаки біля населеного пункту Трудівський. Терористи, обстрілюючи позиції українських підрозділів, намагалися прорватися вперед. Після злагоджених дій військових ворог відступив. Знищено одного з бойовиків решта диверсантів відійшла у невідомому напрямку. 16 лютого від кульового поранення поблизу с. Водяне Волноваського району внаслідок обстрілу взводного опорного пункту російськими терористами загинув молодший сержант 36-ї окремої бригади Прончук Тарас Вікторович. 20 лютого 7 військових зазнали травмувань внаслідок підриву вантажівки на невідомому вибуховому пристрої біля Лебединського. 26 лютого від кулі снайпера загинув морський піхотинець Роман Напрягло. 2 березня під Маріуполем загинув вояк 36-ї бригади морської піхоти Олександр Вознюк. 6 березня загинув від кульового поранення, якого зазнав в ході тригодинного бою поблизу с. Водяне, матрос 36-ї бригади Веремеєнко Олександр Юрійович. 10 березня загинув під час обстрілу взводного опорного пункту поблизу села Гнутове старший матрос 501-го батальйону Дзиза Віталій Олексійович. 17 березня загинули від осколкового поранення під час обстрілу спостережного посту біля села Водяне Галайчук Леонід Леонідович та Кондратюк Олексій Володимирович. У бою 20 березня поблизу села Водяне загинули матрос 503-ї бригади Чернецький В'ячеслав Йосипович та старший матрос Полєвий Дмитро Олександрович. 22 березня терористи у боях під Маріуполем втратили 10 вбитими та 10 пораненими. 30 квітня під час виконання бойового завдання поблизу села Водяне зазнав смертельного поранення матрос 36-ї бригади Савлук Павло Валентинович. 8 червня терористи обстріляли зі ствольної артилерії Сартану, троє вояків ЗСУ зазнали контузії. 29 червня під Маріуполем зазнав важких поранень 1 вояк, від яких помер 9 липня. 9 серпня один військовик зазнав поранення в Талаківці внаслідок обстрілу терористами. 10 серпня підрозділ ЗСУ здійснював роботи з інженерного обстеження ділянки дороги на території, підконтрольній Україні — по ній був запланований проїзд першого заступника голови СММ Александра Хуга. В тому часі терористи почали обстріл українських позицій, боєць ЗСУ, який обстежував дорогу, зазнав поранення від кулі снайпера. 18 серпня внаслідок обстрілу опорного пункту ЗСУ біля Водяного один український вояк зазнав поранення. 25 серпня внаслідок збройного протистояння під Талаківкою загинув вояк ЗСУ. 9 жовтня вранці терористи обстріляли позиції ЗСУ з протитанкового гранатомету біля Талаківки, один вояк зазнав бойової травми.

### 2018
30 січня внаслідок ворожого обстрілу загинув український військовослужбовець під Водяним.
19 червня під час обстрілів позицій 503-го батальйону терористами зазнав важких поранень молодший сержант Терстуях Олександр Миколайович.
27 червня під час боїв біля Богданівки троє українських військовослужбовців зазнали смертельних поранень, один вояк зазнав поранення біля Водяного.

### 2019
5 червня повідомили, що українські війська вибили сили окупаційних корпусів з висоти 73 «Дерзкая» під с. Пікузи, і зайняли її.
7 серпня внаслідок обстрілу в районі Павлополя загинули 4 військовослужбовці 36-ї бригади морської піхоти.

### 2022
З 1 березня Маріуполь опинився в облозі. 20 травня останні захисники Маріуполя змушені були здатися в полон. Серед них — командир полку «Азов» Денис Прокопенко (Редіс), його заступник Святослав Паламар (Калина) та майор морпіхів Сергій Волинський (Волина).

## Оцінки
- У вересні 2018 року депутат Держдуми РФ Костянтин Затулін оцінив те, що Маріуполь не було захоплено у 2014 році як помилку:[157]

| Один раз мы совершили самую тяжелую ошибку: в 2014 году, в сентябре, когда остановились в городе Мариуполь. Некоторым людям кажется, что если вдруг, то мы всегда потом можем. Но так не бывает. Окно возможностей схлопывается |
| — Костянтин Затулін |

## Вшанування
43-я сесія Маріупольської міської ради ухвалила рішення присвоїти звання почесних громадян Маріуполя дев'ятьом бійцям полку спеціального призначення «Азов». Це Андрій Білецький, Руслан Горландін, Вадим Зінковський, Ігор Княжанський, Сергій Коровін, Сергій Коротких, Данило Михайленко, Вадим Троян, Володимир Шпара.

## Матеріали
- Валерій Снегірьов, Олег Мартиненко, Олексій Біда, Сергій Мовчан. Історія одного міста. Звільнення та оборона Маріуполя. — Київ : Українська Гельсінська спілка з прав людини, 2018. — 34 с.